# Recopa de Europa 1982-83
La Recopa de Europa 1982-83 fue la 23a edición de la Recopa de Europa, en la que participaron los campeones nacionales de copa en la temporada anterior. En esta edición participaron 34 clubes pertenecientes a 33 federaciones nacionales diferentes.
La final, disputada a partido único, enfrentó al Real Madrid y al Aberdeen en el estadio Nya Ullevi, en Gotemburgo, donde venció el equipo escocés por 2-1.
Sobre el papel, el Madrid entrenado por Alfredo Di Stéfano y con jugadores de la talla de Juan Gómez "Juanito", Uli Stielike, José Antonio Camacho y Carlos Santillana era el gran favorito para llevarse el trofeo. Sin embargo, los "Dons", dirigidos por sir Alex Ferguson y con un equipo muy ordenado y de gran fortaleza defensiva, en el que se hicieron famosos los nombres de Gordon Strachan, Jim Leighton y Eric Black y que ya había dado la sorpresa eliminando en cuartos al Bayern, se llevaron en la prórroga el hasta el momento su único trofeo continental. El Aberdeen vivía su momento de gloria en aquellos primeros años ochenta, rompiendo el dominio tradicional de Celtic y Rangers en la liga escocesa.
El cuadro madridista, por su parte, perdía su segunda final de la Copa de campeones de Copa, y a manos de nuevo de un club británico (la primera vez, contra el Chelsea en 1971). Al no volver a disputar una final y extinguirse la disputa del trofeo en 1999, la Recopa se ha convertido en el único título europeo que le falta al club blanco.

## Ronda previa
| Equipo 1     | Agr. | Equipo 2       | Ida | Vuelta |
| ------------ | ---- | -------------- | --- | ------ |
| Aberdeen     | 11–1 | Sion           | 7–0 | 4–1    |
| Swansea City | 3–1  | Sporting Braga | 3–0 | 0–1    |

Ida
| 17 de agosto de 1982 | Swansea City                      | 3:0 (1:0) | Sporting Braga | Vetch Field, Swansea                                     |                                                          |
|                      | Charles 42', 87' · Hadžiabdić 63' | Reporte   |                | Asistencia: 10,641 espectadores Árbitro(s): Clive Thomas | Asistencia: 10,641 espectadores Árbitro(s): Clive Thomas |

| 18 de agosto de 1982 | Aberdeen                                                                           | 7:0 (4:0) | Sion | Pittodrie Stadium, Aberdeen                                       |                                                                   |
|                      | Black 2', 56' · Strachan 21' · Hewitt 23' · Simpson 34' · McGhee 63' · Kennedy 82' | Reporte   |      | Asistencia: 12,013 espectadores Árbitro(s): Karl-Heinz Tritschler | Asistencia: 12,013 espectadores Árbitro(s): Karl-Heinz Tritschler |

Vuelta
| 25 de agosto de 1982 | Sporting Braga      | 1:0 (0:0) (Global 1-3) | Swansea City | Estádio 1º de Maio, Braga                                 |                                                           |
|                      | Marustik 87' (a.g.) | Reporte                |              | Asistencia: 18,000 espectadores Árbitro(s): Jakob Baumann | Asistencia: 18,000 espectadores Árbitro(s): Jakob Baumann |

| 1 de septiembre de 1982 | Sion      | 1:4 (0:1) (Global 1-11) | Aberdeen                                  | Stade Tourbillon, Sion                               |                                                      |
|                         | Bregy 69' | Reporte                 | Hewitt 27' · Miller 61' · McGhee 64', 72' | Asistencia: 2,400 espectadores Árbitro(s): J. Glazar | Asistencia: 2,400 espectadores Árbitro(s): J. Glazar |

## Dieciseisavos de final
| Equipo 1        | Agr.    | Equipo 2             | Ida  | Vuelta |
| --------------- | ------- | -------------------- | ---- | ------ |
| Coleraine       | 0–7     | Tottenham Hotspur    | 0–3  | 0–4    |
| Torpedo Moscow  | 1–1     | Bayern Munich        | 1–1  | 0–0    |
| Aberdeen        | 1–0     | Dinamo Tirana        | 1–0  | 0–0    |
| ÍBV             | 0–4     | Lech Poznań          | 0–1  | 0–3    |
| Swansea City    | 17–0    | Sliema Wanderers     | 12–0 | 5–0    |
| Lokomotiv Sofia | 2–5     | PSG                  | 1–0  | 1–5    |
| Dynamo Dresden  | 4–4 (a) | B.93                 | 3–2  | 1–2    |
| Waterschei Thor | 8–1     | Red Boys Differdange | 7–1  | 1–0    |
| Galatasaray     | 3–2     | FC Kuusysi           | 2–1  | 1–1    |
| Austria Vienna  | 3–2     | Panathinaikos        | 2–0  | 1–2    |
| Lillestrøm      | 0–7     | Red Star Belgrade    | 0–4  | 0–3    |
| Barcelona       | 9–1     | Apollon Limassol     | 8–0  | 1–1    |
| Limerick        | 1–2     | AZ                   | 1–1  | 0–1    |
| Internazionale  | 3–2     | Slovan Bratislava    | 2–0  | 1–2    |
| Baia Mare       | 2–5     | Real Madrid          | 0–0  | 2–5    |
| IFK Göteborg    | 2–4     | Újpesti Dózsa        | 1–1  | 1–3    |

Ida
| 15-9-1982 | Coleraine | 0–3     | Tottenham Hotspur               | The Showgrounds, Coleraine      |                                 |
|           |           | Reporte | Archibald 12' · Crooks 49', 84' | Asistencia: 12,000 espectadores | Asistencia: 12,000 espectadores |

| 15-9-1982 | Torpedo Moscow | 1–1     | Bayern Munich | Central Lenin Stadium, Moscow   |                                 |
|           | Petrakov 39'   | Reporte | Breitner 61'  | Asistencia: 31,750 espectadores | Asistencia: 31,750 espectadores |

| 15-9-1982 | Aberdeen   | 1–0     | Dinamo Tirana | Pittodrie Stadium, Aberdeen                                |                                                            |
|           | Hewitt 10' | Reporte |               | Asistencia: 14,600 espectadores Árbitro(s): Louis Delsemme | Asistencia: 14,600 espectadores Árbitro(s): Louis Delsemme |

| 14-9-1982 | ÍBV | 0–1     | Lech Poznań   | Kópavogsvöllur, Kópavogur    |                              |
|           |     | Reporte | Partyński 30' | Asistencia: 287 espectadores | Asistencia: 287 espectadores |

| 15-9-1982 | Swansea City | 12–0    | Sliema Wanderers | Vetch Field, Swansea           |                                |
|           | Charles 16', 50' · Loveridge 19', 54' · Irwin 22' · Latchford 42' · Hadžiabdić 60' · Walsh 62', 68', 79' · Rajković 75' · Stevenson 85' | Reporte |                  | Asistencia: 5,130 espectadores | Asistencia: 5,130 espectadores |

| 15-9-1982 | Lokomotiv Sofia | 1–0     | PSG | Vasil Levski National Stadium, Sofia |                                |
|           | Milanov 15'     | Reporte |     | Asistencia: 4,800 espectadores       | Asistencia: 4,800 espectadores |

| 15-9-1982 | Dynamo Dresden                | 3–2     | B.93                      | Rudolf-Harbig-Stadion, Dresden  |                                 |
|           | Trautmann 8', 15' · Pilz 80'> | Reporte | Francker 49' · Madsen 90' | Asistencia: 24,800 espectadores | Asistencia: 24,800 espectadores |

| 22-9-1982 | Waterschei Thor                                                                   | 7–1     | Red Boys Differdange | Andre Dumontstadion, Genk      |                                |
|           | Guðmundsson 8', 20' · Berger 15', 55' · P. Janssen 22' · Vliegen 37' · Coninx 72' | Reporte | Di Domenico 80'      | Asistencia: 7,334 espectadores | Asistencia: 7,334 espectadores |

| 15-9-1982 | Galatasaray             | 2–1     | FC Kuusysi  | Ali Sami Yen Stadium, Istanbul  |                                 |
|           | Raşit 21' · Mustafa 29' | Reporte | Annunen 23' | Asistencia: 24,910 espectadores | Asistencia: 24,910 espectadores |

| 15-9-1982 | Austria Vienna               | 2–0     | Panathinaikos | Praterstadion, Vienna           |                                 |
|           | Polster 6' · Steinkogler 10' | Reporte |               | Asistencia: 12,000 espectadores | Asistencia: 12,000 espectadores |

| 15-9-1982 | Lillestrøm | 0–4     | Red Star Belgrade                            | Åråsen Stadion, Lillestrøm     |                                |
|           |            | Reporte | D. Savić 38', 71' · Janjanin 56' · Jovin 61' | Asistencia: 4,877 espectadores | Asistencia: 4,877 espectadores |

| 15-9-1982 | Barcelona                                                                          | 8–0     | Apollon Limassol | Estadi del FC Barcelona, Barcelona                       |                                                          |
|           | Maradona 6', 60', 63' · Schuster 35', 69' · Víctor 45' · Urbano 58' · Alexanko 81' | Reporte |                  | Asistencia: 26,600 espectadores Árbitro(s): René Bindels | Asistencia: 26,600 espectadores Árbitro(s): René Bindels |

| 15-9-1982 | Limerick  | 1–1     | AZ         | Markets Field, Limerick        |                                |
|           | Nolan 40' | Reporte | Jonker 47' | Asistencia: 3,000 espectadores | Asistencia: 3,000 espectadores |

| 15-9-1982 | Internazionale             | 2–0     | Slovan Bratislava | San Siro, Milan                 |                                 |
|           | Altobelli 78' · Sabato 83' | Reporte |                   | Asistencia: 52,700 espectadores | Asistencia: 52,700 espectadores |

| 15-9-1982 | FC Baia Mare | 0–0     | Real Madrid | Stadionul 23 August, Baia Mare                           |                                                          |
|           |              | Reporte |             | Asistencia: 13,800 espectadores Árbitro(s): Franz Wöhrer | Asistencia: 13,800 espectadores Árbitro(s): Franz Wöhrer |

| 15-9-1982 | IFK Göteborg  | 1–1     | Újpesti Dózsa | Nya Ullevi, Gothenburg          |                                 |
|           | Strömberg 65' | Reporte | J. Kovács 37' | Asistencia: 10,083 espectadores | Asistencia: 10,083 espectadores |

Vuelta
| 28-9-1982 | Tottenham Hotspur                                  | 4–0 (Global 7-0) | Coleraine | White Hart Lane, London         |                                 |
|           | Crooks 14' · Mabbutt 52' · Brooke 82' · Gibson 85' | Reporte          |           | Asistencia: 20,925 espectadores | Asistencia: 20,925 espectadores |

| 29-9-1982                                                  | Bayern Munich | 0–0 (Global 1-1) | Torpedo Moscow | Olympiastadion, Munich          |                                 |
|                                                            |               | Reporte          |                | Asistencia: 19,000 espectadores | Asistencia: 19,000 espectadores |
| Bayern Munich clasifica por la regla del gol de visitante. |               |                  |                |                                 |                                 |

| 29-9-1982 | Dinamo Tirana | 0–0 (Global 0-1) | Aberdeen | Qemal Stafa Stadium, Tirana                            |                                                        |
|           |               | Reporte          |          | Asistencia: 20,000 espectadores Árbitro(s): Bela Szabo | Asistencia: 20,000 espectadores Árbitro(s): Bela Szabo |

| 29-9-1982 | Lech Poznań                        | 3–0 (Global 4-0) | ÍBV | Stadion Miejski, Poznań         |                                 |
|           | Okoński 7', 52' · Niewiadomski 50' | Reporte          |     | Asistencia: 10,250 espectadores | Asistencia: 10,250 espectadores |

| 29-9-1982 | Sliema Wanderers | 0–5 (Global 0-17) | Swansea City                                  | National Stadium, Ta' Qali     |                                |
|           |                  | Reporte           | Curtis 19', 45' · Gale 38', 74' · Toshack 89' | Asistencia: 3,429 espectadores | Asistencia: 3,429 espectadores |

| 28-9-1982 | PSG                                                    | 5–1 (Global 5-2) | Lokomotiv Sofia | Parc des Princes, Paris         |                                 |
|           | Toko 20', 81' · Bathenay 66' · N'Gom 85' · Lemoult 88' | Reporte          | Bogdanov 15'    | Asistencia: 30,562 espectadores | Asistencia: 30,562 espectadores |

| 29-9-1982                                         | B.93                    | 2–1 (Global 4-4) | Dynamo Dresden | Københavns Idrætspark, Copenhagen |                                |
|                                                   | Larsen 72' · Madsen 82' | Reporte          | Pilz 10'       | Asistencia: 3,800 espectadores    | Asistencia: 3,800 espectadores |
| B.93 clasifica por la regla del gol de visitante. |                         |                  |                |                                   |                                |

| 29-9-1982 | Red Boys Differdange | 0–1 (Global 1-8) | Waterschei Thor | Stade du Thillenberg, Differdange |                                |
|           |                      | Reporte          | P. Janssen 30'  | Asistencia: 2,250 espectadores    | Asistencia: 2,250 espectadores |

| 29-9-1982 | FC Kuusysi | 1–1 (Global 2-3) | Visita     | Lahden kisapuisto, Lahti       |                                |
|           | Kallio 90' | Reporte          | Hodžić 88' | Asistencia: 1,744 espectadores | Asistencia: 1,744 espectadores |

| 29-9-1982 | Panathinaikos                        | 2–1 (Global 2-3) | Austria Vienna | Leoforos Alexandras Stadium, Athens |                                 |
|           | Anastasiadis 27' · Charalambidis 78' | Reporte          | Polster 53'    | Asistencia: 22,961 espectadores     | Asistencia: 22,961 espectadores |

| 29-9-1982 | Red Star Belgrade                | 3–0 (Global 7-0) | Lillestrøm | Stadion Crvena zvezda, Belgrade |                                |
|           | B. Gjurovski 3', 59' · Đurić 13' | Reporte          |            | Asistencia: 8,354 espectadores  | Asistencia: 8,354 espectadores |

| 29-9-1982 | Apollon Limassol  | 1–1 (Global 1-9) | Barcelona     | Tsirio Stadium, Limassol                                      |                                                               |
|           | Christodoulou 55' | Reporte          | Moratalla 38' | Asistencia: 6,600 espectadores Árbitro(s): Zivorad Vuksanović | Asistencia: 6,600 espectadores Árbitro(s): Zivorad Vuksanović |

| 30-9-1982 | AZ         | 1–0 (Global 2-1) | Limerick | Alkmaarderhout, Alkmaar        |                                |
|           | Jonker 64' | Reporte          |          | Asistencia: 4,068 espectadores | Asistencia: 4,068 espectadores |

| 29-9-1982 | Slovan Bratislava     | 2–1 (Global 2-3) | Internazionale    | Tehelné pole, Bratislava        |                                 |
|           | Takáč 25' · Bobek 78' | Reporte          | Müller 10' (pen.) | Asistencia: 29,000 espectadores | Asistencia: 29,000 espectadores |

| 29-9-1982 | Real Madrid                                                                     | 5–2 (Global 5-2) | FC Baia Mare            | Estadio Santiago Bernabéu, Madrid                                   |                                                                     |
|           | Juanito 16' · González 33' · García Hernández 45' · Santillana 47' · Metgod 71' | Reporte          | Koller 12' · Buzgău 89' | Asistencia: 20,200 espectadores Árbitro(s): Stefanos Chatzistefanou | Asistencia: 20,200 espectadores Árbitro(s): Stefanos Chatzistefanou |

| 29-9-1982 | Újpesti Dózsa               | 3–1 (Global 4-2) | IFK Göteborg        | Megyeri út, Budapest           |                                |
|           | Törőcsik 5' · Kiss 25', 35' | Reporte          | Szendrei 37' (a.g.) | Asistencia: 6,905 espectadores | Asistencia: 6,905 espectadores |

## Rondas siguientes
|  | Primera ronda                                                              | Primera ronda                                                              | Primera ronda                                                              | Primera ronda                                                              |   |                     | Segunda ronda                                               | Segunda ronda                                               | Segunda ronda                                               | Segunda ronda                                               |  |  | Cuartos de final                                      | Cuartos de final                                      | Cuartos de final                                      | Cuartos de final                                      |  |  | Semifinales                                                | Semifinales                                                | Semifinales                                                | Semifinales                                                |  |  | Final                                         | Final                                         |  |
|  | 14 a 22 de septiembre de 1982 (ida) 28 a 30 de septiembre de 1982 (vuelta) | 14 a 22 de septiembre de 1982 (ida) 28 a 30 de septiembre de 1982 (vuelta) | 14 a 22 de septiembre de 1982 (ida) 28 a 30 de septiembre de 1982 (vuelta) | 14 a 22 de septiembre de 1982 (ida) 28 a 30 de septiembre de 1982 (vuelta) |   |                     | 20 de octubre de 1982 (ida) 3 de noviembre de 1982 (vuelta) | 20 de octubre de 1982 (ida) 3 de noviembre de 1982 (vuelta) | 20 de octubre de 1982 (ida) 3 de noviembre de 1982 (vuelta) | 20 de octubre de 1982 (ida) 3 de noviembre de 1982 (vuelta) |  |  | 2 de marzo de 1983 (ida) 16 de marzo de 1983 (vuelta) | 2 de marzo de 1983 (ida) 16 de marzo de 1983 (vuelta) | 2 de marzo de 1983 (ida) 16 de marzo de 1983 (vuelta) | 2 de marzo de 1983 (ida) 16 de marzo de 1983 (vuelta) |  |  | 6 de abril de 1983 (ida) 19 y 20 de abril de 1983 (vuelta) | 6 de abril de 1983 (ida) 19 y 20 de abril de 1983 (vuelta) | 6 de abril de 1983 (ida) 19 y 20 de abril de 1983 (vuelta) | 6 de abril de 1983 (ida) 19 y 20 de abril de 1983 (vuelta) |  |  | 11 de mayo de 1983 Estadio Ullevi, Gotemburgo | 11 de mayo de 1983 Estadio Ullevi, Gotemburgo |  |
|  |                                                                            |                                                                            |                                                                            |                                                                            |   |                     |                                                             |                                                             |                                                             |                                                             |  |  |                                                       |                                                       |                                                       |                                                       |  |  |                                                            |                                                            |                                                            |                                                            |  |  |                                               |                                               |  |
|  | Coleraine                                                                  | 0                                                                          | 0                                                                          | 0                                                                          |   |                     |                                                             |                                                             |                                                             |                                                             |  |  |                                                       |                                                       |                                                       |                                                       |  |  |                                                            |                                                            |                                                            |                                                            |  |  |                                               |                                               |  |
|  | Coleraine                                                                  | 0                                                                          | 0                                                                          | 0                                                                          |   |                     |                                                             |                                                             |                                                             |                                                             |  |  |                                                       |                                                       |                                                       |                                                       |  |  |                                                            |                                                            |                                                            |                                                            |  |  |                                               |                                               |  |
|  | Tottenham Hotspur                                                          | 3                                                                          | 4                                                                          | 7                                                                          |   |                     |                                                             |                                                             |                                                             |                                                             |  |  |                                                       |                                                       |                                                       |                                                       |  |  |                                                            |                                                            |                                                            |                                                            |  |  |                                               |                                               |  |
|  | Tottenham Hotspur                                                          | 3                                                                          | 4                                                                          | 7                                                                          |   | Tottenham Hotspur   | 1                                                           | 1                                                           | 2                                                           |                                                             |  |  |                                                       |                                                       |                                                       |                                                       |  |  |                                                            |                                                            |                                                            |                                                            |  |  |                                               |                                               |  |
|  |                                                                            |                                                                            |                                                                            |                                                                            |   | Tottenham Hotspur   | 1                                                           | 1                                                           | 2                                                           |                                                             |  |  |                                                       |                                                       |                                                       |                                                       |  |  |                                                            |                                                            |                                                            |                                                            |  |  |                                               |                                               |  |
|  |                                                                            |                                                                            | Bayern Múnich                                                              | 1                                                                          | 4 | 5                   |                                                             |                                                             |                                                             |                                                             |  |  |                                                       |                                                       |                                                       |                                                       |  |  |                                                            |                                                            |                                                            |                                                            |  |  |                                               |                                               |  |
|  | Torpedo Moscú                                                              | 1                                                                          | Bayern Múnich                                                              | 1                                                                          | 4 | 5                   | 0                                                           | 1                                                           |                                                             |                                                             |  |  |                                                       |                                                       |                                                       |                                                       |  |  |                                                            |                                                            |                                                            |                                                            |  |  |                                               |                                               |  |
|  | Torpedo Moscú                                                              | 1                                                                          |                                                                            |                                                                            |   |                     |                                                             |                                                             |                                                             |                                                             |  |  |                                                       |                                                       |                                                       |                                                       |  |  |                                                            |                                                            |                                                            |                                                            |  |  |                                               |                                               |  |
|  | Bayern Múnich (v.)                                                         | 0                                                                          | 1                                                                          | 1                                                                          |   |                     |                                                             |                                                             |                                                             |                                                             |  |  |                                                       |                                                       |                                                       |                                                       |  |  |                                                            |                                                            |                                                            |                                                            |  |  |                                               |                                               |  |
|  | Bayern Múnich (v.)                                                         | 0                                                                          | 1                                                                          | 1                                                                          |   | Bayern Múnich       | 0                                                           | 2                                                           | 2                                                           |                                                             |  |  |                                                       |                                                       |                                                       |                                                       |  |  |                                                            |                                                            |                                                            |                                                            |  |  |                                               |                                               |  |
|  |                                                                            |                                                                            |                                                                            |                                                                            |   |                     |                                                             |                                                             |                                                             |                                                             |  |  |                                                       |                                                       |                                                       |                                                       |  |  |                                                            |                                                            |                                                            |                                                            |  |  |                                               |                                               |  |
|  |                                                                            |                                                                            | Aberdeen                                                                   | 0                                                                          | 3 | 3                   |                                                             |                                                             |                                                             |                                                             |  |  |                                                       |                                                       |                                                       |                                                       |  |  |                                                            |                                                            |                                                            |                                                            |  |  |                                               |                                               |  |
|  | Aberdeen                                                                   | 1                                                                          | Aberdeen                                                                   | 0                                                                          | 3 | 3                   | 0                                                           | 1                                                           |                                                             |                                                             |  |  |                                                       |                                                       |                                                       |                                                       |  |  |                                                            |                                                            |                                                            |                                                            |  |  |                                               |                                               |  |
|  | Aberdeen                                                                   | 1                                                                          |                                                                            |                                                                            |   |                     |                                                             |                                                             |                                                             |                                                             |  |  |                                                       |                                                       |                                                       |                                                       |  |  |                                                            |                                                            |                                                            |                                                            |  |  |                                               |                                               |  |
|  | Dinamo Tirana                                                              | 0                                                                          | 0                                                                          | 0                                                                          |   |                     |                                                             |                                                             |                                                             |                                                             |  |  |                                                       |                                                       |                                                       |                                                       |  |  |                                                            |                                                            |                                                            |                                                            |  |  |                                               |                                               |  |
|  | Dinamo Tirana                                                              | 0                                                                          | 0                                                                          | 0                                                                          |   | Aberdeen            | 2                                                           | 1                                                           | 3                                                           |                                                             |  |  |                                                       |                                                       |                                                       |                                                       |  |  |                                                            |                                                            |                                                            |                                                            |  |  |                                               |                                               |  |
|  |                                                                            |                                                                            |                                                                            |                                                                            |   | Aberdeen            | 2                                                           | 1                                                           | 3                                                           |                                                             |  |  |                                                       |                                                       |                                                       |                                                       |  |  |                                                            |                                                            |                                                            |                                                            |  |  |                                               |                                               |  |
|  |                                                                            |                                                                            | Lech Poznań                                                                | 0                                                                          | 0 | 0                   |                                                             |                                                             |                                                             |                                                             |  |  |                                                       |                                                       |                                                       |                                                       |  |  |                                                            |                                                            |                                                            |                                                            |  |  |                                               |                                               |  |
|  | ÍBV                                                                        | 0                                                                          | Lech Poznań                                                                | 0                                                                          | 0 | 0                   | 0                                                           | 0                                                           |                                                             |                                                             |  |  |                                                       |                                                       |                                                       |                                                       |  |  |                                                            |                                                            |                                                            |                                                            |  |  |                                               |                                               |  |
|  | ÍBV                                                                        | 0                                                                          |                                                                            |                                                                            |   |                     |                                                             |                                                             |                                                             |                                                             |  |  |                                                       |                                                       |                                                       |                                                       |  |  |                                                            |                                                            |                                                            |                                                            |  |  |                                               |                                               |  |
|  | Lech Poznań                                                                | 1                                                                          | 3                                                                          | 4                                                                          |   |                     |                                                             |                                                             |                                                             |                                                             |  |  |                                                       |                                                       |                                                       |                                                       |  |  |                                                            |                                                            |                                                            |                                                            |  |  |                                               |                                               |  |
|  | Lech Poznań                                                                | 1                                                                          | 3                                                                          | 4                                                                          |   | Aberdeen            | 5                                                           | 0                                                           | 5                                                           |                                                             |  |  |                                                       |                                                       |                                                       |                                                       |  |  |                                                            |                                                            |                                                            |                                                            |  |  |                                               |                                               |  |
|  |                                                                            |                                                                            |                                                                            |                                                                            |   |                     |                                                             |                                                             |                                                             |                                                             |  |  |                                                       |                                                       |                                                       |                                                       |  |  |                                                            |                                                            |                                                            |                                                            |  |  |                                               |                                               |  |
|  |                                                                            |                                                                            | Waterschei Thor                                                            | 1                                                                          | 1 | 2                   |                                                             |                                                             |                                                             |                                                             |  |  |                                                       |                                                       |                                                       |                                                       |  |  |                                                            |                                                            |                                                            |                                                            |  |  |                                               |                                               |  |
|  | Swansea City                                                               | 12                                                                         | Waterschei Thor                                                            | 1                                                                          | 1 | 2                   | 5                                                           | 17                                                          |                                                             |                                                             |  |  |                                                       |                                                       |                                                       |                                                       |  |  |                                                            |                                                            |                                                            |                                                            |  |  |                                               |                                               |  |
|  | Swansea City                                                               | 12                                                                         |                                                                            |                                                                            |   |                     |                                                             |                                                             |                                                             |                                                             |  |  |                                                       |                                                       |                                                       |                                                       |  |  |                                                            |                                                            |                                                            |                                                            |  |  |                                               |                                               |  |
|  | Sliema Wanderers                                                           | 0                                                                          | 0                                                                          | 0                                                                          |   |                     |                                                             |                                                             |                                                             |                                                             |  |  |                                                       |                                                       |                                                       |                                                       |  |  |                                                            |                                                            |                                                            |                                                            |  |  |                                               |                                               |  |
|  | Sliema Wanderers                                                           | 0                                                                          | 0                                                                          | 0                                                                          |   | Swansea City        | 0                                                           | 0                                                           | 0                                                           |                                                             |  |  |                                                       |                                                       |                                                       |                                                       |  |  |                                                            |                                                            |                                                            |                                                            |  |  |                                               |                                               |  |
|  |                                                                            |                                                                            |                                                                            |                                                                            |   | Swansea City        | 0                                                           | 0                                                           | 0                                                           |                                                             |  |  |                                                       |                                                       |                                                       |                                                       |  |  |                                                            |                                                            |                                                            |                                                            |  |  |                                               |                                               |  |
|  |                                                                            |                                                                            | París Saint-Germain                                                        | 1                                                                          | 2 | 3                   |                                                             |                                                             |                                                             |                                                             |  |  |                                                       |                                                       |                                                       |                                                       |  |  |                                                            |                                                            |                                                            |                                                            |  |  |                                               |                                               |  |
|  | Lokomotiv Sofía                                                            | 1                                                                          | París Saint-Germain                                                        | 1                                                                          | 2 | 3                   | 1                                                           | 2                                                           |                                                             |                                                             |  |  |                                                       |                                                       |                                                       |                                                       |  |  |                                                            |                                                            |                                                            |                                                            |  |  |                                               |                                               |  |
|  | Lokomotiv Sofía                                                            | 1                                                                          |                                                                            |                                                                            |   |                     |                                                             |                                                             |                                                             |                                                             |  |  |                                                       |                                                       |                                                       |                                                       |  |  |                                                            |                                                            |                                                            |                                                            |  |  |                                               |                                               |  |
|  | París Saint-Germain                                                        | 0                                                                          | 5                                                                          | 5                                                                          |   |                     |                                                             |                                                             |                                                             |                                                             |  |  |                                                       |                                                       |                                                       |                                                       |  |  |                                                            |                                                            |                                                            |                                                            |  |  |                                               |                                               |  |
|  | París Saint-Germain                                                        | 0                                                                          | 5                                                                          | 5                                                                          |   | París Saint-Germain | 2                                                           | 0                                                           | 2                                                           |                                                             |  |  |                                                       |                                                       |                                                       |                                                       |  |  |                                                            |                                                            |                                                            |                                                            |  |  |                                               |                                               |  |
|  |                                                                            |                                                                            |                                                                            |                                                                            |   |                     |                                                             |                                                             |                                                             |                                                             |  |  |                                                       |                                                       |                                                       |                                                       |  |  |                                                            |                                                            |                                                            |                                                            |  |  |                                               |                                               |  |
|  |                                                                            |                                                                            | Waterschei Thor (t. s.)                                                    | 0                                                                          | 3 | 3                   |                                                             |                                                             |                                                             |                                                             |  |  |                                                       |                                                       |                                                       |                                                       |  |  |                                                            |                                                            |                                                            |                                                            |  |  |                                               |                                               |  |
|  | Dinamo Dresde                                                              | 3                                                                          | Waterschei Thor (t. s.)                                                    | 0                                                                          | 3 | 3                   | 1                                                           | 4                                                           |                                                             |                                                             |  |  |                                                       |                                                       |                                                       |                                                       |  |  |                                                            |                                                            |                                                            |                                                            |  |  |                                               |                                               |  |
|  | Dinamo Dresde                                                              | 3                                                                          |                                                                            |                                                                            |   |                     |                                                             |                                                             |                                                             |                                                             |  |  |                                                       |                                                       |                                                       |                                                       |  |  |                                                            |                                                            |                                                            |                                                            |  |  |                                               |                                               |  |
|  | B.93 (v.)                                                                  | 2                                                                          | 2                                                                          | 4                                                                          |   |                     |                                                             |                                                             |                                                             |                                                             |  |  |                                                       |                                                       |                                                       |                                                       |  |  |                                                            |                                                            |                                                            |                                                            |  |  |                                               |                                               |  |
|  | B.93 (v.)                                                                  | 2                                                                          | 2                                                                          | 4                                                                          |   | B.93                | 0                                                           | 1                                                           | 1                                                           |                                                             |  |  |                                                       |                                                       |                                                       |                                                       |  |  |                                                            |                                                            |                                                            |                                                            |  |  |                                               |                                               |  |
|  |                                                                            |                                                                            |                                                                            |                                                                            |   | B.93                | 0                                                           | 1                                                           | 1                                                           |                                                             |  |  |                                                       |                                                       |                                                       |                                                       |  |  |                                                            |                                                            |                                                            |                                                            |  |  |                                               |                                               |  |
|  |                                                                            |                                                                            | Waterschei Thor                                                            | 2                                                                          | 4 | 6                   |                                                             |                                                             |                                                             |                                                             |  |  |                                                       |                                                       |                                                       |                                                       |  |  |                                                            |                                                            |                                                            |                                                            |  |  |                                               |                                               |  |
|  | Waterschei Thor                                                            | 7                                                                          | Waterschei Thor                                                            | 2                                                                          | 4 | 6                   | 1                                                           | 8                                                           |                                                             |                                                             |  |  |                                                       |                                                       |                                                       |                                                       |  |  |                                                            |                                                            |                                                            |                                                            |  |  |                                               |                                               |  |
|  | Waterschei Thor                                                            | 7                                                                          |                                                                            |                                                                            |   |                     |                                                             |                                                             |                                                             |                                                             |  |  |                                                       |                                                       |                                                       |                                                       |  |  |                                                            |                                                            |                                                            |                                                            |  |  |                                               |                                               |  |
|  | Red Boys Differdange                                                       | 1                                                                          | 0                                                                          | 1                                                                          |   |                     |                                                             |                                                             |                                                             |                                                             |  |  |                                                       |                                                       |                                                       |                                                       |  |  |                                                            |                                                            |                                                            |                                                            |  |  |                                               |                                               |  |
|  | Red Boys Differdange                                                       | 1                                                                          | 0                                                                          | 1                                                                          |   | Aberdeen (t. s.)    | 2                                                           |                                                             |                                                             |                                                             |  |  |                                                       |                                                       |                                                       |                                                       |  |  |                                                            |                                                            |                                                            |                                                            |  |  |                                               |                                               |  |
|  |                                                                            |                                                                            |                                                                            |                                                                            |   |                     |                                                             |                                                             |                                                             |                                                             |  |  |                                                       |                                                       |                                                       |                                                       |  |  |                                                            |                                                            |                                                            |                                                            |  |  |                                               |                                               |  |
|  |                                                                            |                                                                            | Real Madrid                                                                | 1                                                                          |   |                     |                                                             |                                                             |                                                             |                                                             |  |  |                                                       |                                                       |                                                       |                                                       |  |  |                                                            |                                                            |                                                            |                                                            |  |  |                                               |                                               |  |
|  | Galatasaray                                                                | 2                                                                          | Real Madrid                                                                | 1                                                                          | 1 | 3                   |                                                             |                                                             |                                                             |                                                             |  |  |                                                       |                                                       |                                                       |                                                       |  |  |                                                            |                                                            |                                                            |                                                            |  |  |                                               |                                               |  |
|  | Galatasaray                                                                | 2                                                                          |                                                                            |                                                                            |   |                     |                                                             |                                                             |                                                             |                                                             |  |  |                                                       |                                                       |                                                       |                                                       |  |  |                                                            |                                                            |                                                            |                                                            |  |  |                                               |                                               |  |
|  | Kuusysi                                                                    | 1                                                                          | 1                                                                          | 2                                                                          |   |                     |                                                             |                                                             |                                                             |                                                             |  |  |                                                       |                                                       |                                                       |                                                       |  |  |                                                            |                                                            |                                                            |                                                            |  |  |                                               |                                               |  |
|  | Kuusysi                                                                    | 1                                                                          | 1                                                                          | 2                                                                          |   | Galatasaray         | 2                                                           | 1                                                           | 3                                                           |                                                             |  |  |                                                       |                                                       |                                                       |                                                       |  |  |                                                            |                                                            |                                                            |                                                            |  |  |                                               |                                               |  |
|  |                                                                            |                                                                            |                                                                            |                                                                            |   | Galatasaray         | 2                                                           | 1                                                           | 3                                                           |                                                             |  |  |                                                       |                                                       |                                                       |                                                       |  |  |                                                            |                                                            |                                                            |                                                            |  |  |                                               |                                               |  |
|  |                                                                            |                                                                            | Austria Viena                                                              | 4                                                                          | 0 | 4                   |                                                             |                                                             |                                                             |                                                             |  |  |                                                       |                                                       |                                                       |                                                       |  |  |                                                            |                                                            |                                                            |                                                            |  |  |                                               |                                               |  |
|  | Austria Viena                                                              | 2                                                                          | Austria Viena                                                              | 4                                                                          | 0 | 4                   | 1                                                           | 3                                                           |                                                             |                                                             |  |  |                                                       |                                                       |                                                       |                                                       |  |  |                                                            |                                                            |                                                            |                                                            |  |  |                                               |                                               |  |
|  | Austria Viena                                                              | 2                                                                          |                                                                            |                                                                            |   |                     |                                                             |                                                             |                                                             |                                                             |  |  |                                                       |                                                       |                                                       |                                                       |  |  |                                                            |                                                            |                                                            |                                                            |  |  |                                               |                                               |  |
|  | Panathinaikos                                                              | 0                                                                          | 2                                                                          | 2                                                                          |   |                     |                                                             |                                                             |                                                             |                                                             |  |  |                                                       |                                                       |                                                       |                                                       |  |  |                                                            |                                                            |                                                            |                                                            |  |  |                                               |                                               |  |
|  | Panathinaikos                                                              | 0                                                                          | 2                                                                          | 2                                                                          |   | Austria Viena (v.)  | 0                                                           | 1                                                           | 1                                                           |                                                             |  |  |                                                       |                                                       |                                                       |                                                       |  |  |                                                            |                                                            |                                                            |                                                            |  |  |                                               |                                               |  |
|  |                                                                            |                                                                            |                                                                            |                                                                            |   |                     |                                                             |                                                             |                                                             |                                                             |  |  |                                                       |                                                       |                                                       |                                                       |  |  |                                                            |                                                            |                                                            |                                                            |  |  |                                               |                                               |  |
|  |                                                                            |                                                                            | Barcelona                                                                  | 0                                                                          | 1 | 1                   |                                                             |                                                             |                                                             |                                                             |  |  |                                                       |                                                       |                                                       |                                                       |  |  |                                                            |                                                            |                                                            |                                                            |  |  |                                               |                                               |  |
|  | Lillestrøm                                                                 | 0                                                                          | Barcelona                                                                  | 0                                                                          | 1 | 1                   | 0                                                           | 0                                                           |                                                             |                                                             |  |  |                                                       |                                                       |                                                       |                                                       |  |  |                                                            |                                                            |                                                            |                                                            |  |  |                                               |                                               |  |
|  | Lillestrøm                                                                 | 0                                                                          |                                                                            |                                                                            |   |                     |                                                             |                                                             |                                                             |                                                             |  |  |                                                       |                                                       |                                                       |                                                       |  |  |                                                            |                                                            |                                                            |                                                            |  |  |                                               |                                               |  |
|  | Estrella Roja                                                              | 4                                                                          | 3                                                                          | 7                                                                          |   |                     |                                                             |                                                             |                                                             |                                                             |  |  |                                                       |                                                       |                                                       |                                                       |  |  |                                                            |                                                            |                                                            |                                                            |  |  |                                               |                                               |  |
|  | Estrella Roja                                                              | 4                                                                          | 3                                                                          | 7                                                                          |   | Estrella Roja       | 2                                                           | 1                                                           | 3                                                           |                                                             |  |  |                                                       |                                                       |                                                       |                                                       |  |  |                                                            |                                                            |                                                            |                                                            |  |  |                                               |                                               |  |
|  |                                                                            |                                                                            |                                                                            |                                                                            |   | Estrella Roja       | 2                                                           | 1                                                           | 3                                                           |                                                             |  |  |                                                       |                                                       |                                                       |                                                       |  |  |                                                            |                                                            |                                                            |                                                            |  |  |                                               |                                               |  |
|  |                                                                            |                                                                            | Barcelona                                                                  | 4                                                                          | 2 | 6                   |                                                             |                                                             |                                                             |                                                             |  |  |                                                       |                                                       |                                                       |                                                       |  |  |                                                            |                                                            |                                                            |                                                            |  |  |                                               |                                               |  |
|  | Barcelona                                                                  | 8                                                                          | Barcelona                                                                  | 4                                                                          | 2 | 6                   | 1                                                           | 9                                                           |                                                             |                                                             |  |  |                                                       |                                                       |                                                       |                                                       |  |  |                                                            |                                                            |                                                            |                                                            |  |  |                                               |                                               |  |
|  | Barcelona                                                                  | 8                                                                          |                                                                            |                                                                            |   |                     |                                                             |                                                             |                                                             |                                                             |  |  |                                                       |                                                       |                                                       |                                                       |  |  |                                                            |                                                            |                                                            |                                                            |  |  |                                               |                                               |  |
|  | Apollon Limassol                                                           | 0                                                                          | 1                                                                          | 1                                                                          |   |                     |                                                             |                                                             |                                                             |                                                             |  |  |                                                       |                                                       |                                                       |                                                       |  |  |                                                            |                                                            |                                                            |                                                            |  |  |                                               |                                               |  |
|  | Apollon Limassol                                                           | 0                                                                          | 1                                                                          | 1                                                                          |   | Austria Viena       | 2                                                           | 1                                                           | 3                                                           |                                                             |  |  |                                                       |                                                       |                                                       |                                                       |  |  |                                                            |                                                            |                                                            |                                                            |  |  |                                               |                                               |  |
|  |                                                                            |                                                                            |                                                                            |                                                                            |   |                     |                                                             |                                                             |                                                             |                                                             |  |  |                                                       |                                                       |                                                       |                                                       |  |  |                                                            |                                                            |                                                            |                                                            |  |  |                                               |                                               |  |
|  |                                                                            |                                                                            | Real Madrid                                                                | 2                                                                          | 3 | 5                   |                                                             |                                                             |                                                             |                                                             |  |  |                                                       |                                                       |                                                       |                                                       |  |  |                                                            |                                                            |                                                            |                                                            |  |  |                                               |                                               |  |
|  | Limerick                                                                   | 1                                                                          | Real Madrid                                                                | 2                                                                          | 3 | 5                   | 0                                                           | 1                                                           |                                                             |                                                             |  |  |                                                       |                                                       |                                                       |                                                       |  |  |                                                            |                                                            |                                                            |                                                            |  |  |                                               |                                               |  |
|  | Limerick                                                                   | 1                                                                          |                                                                            |                                                                            |   |                     |                                                             |                                                             |                                                             |                                                             |  |  |                                                       |                                                       |                                                       |                                                       |  |  |                                                            |                                                            |                                                            |                                                            |  |  |                                               |                                               |  |
|  | AZ Alkmaar                                                                 | 1                                                                          | 1                                                                          | 2                                                                          |   |                     |                                                             |                                                             |                                                             |                                                             |  |  |                                                       |                                                       |                                                       |                                                       |  |  |                                                            |                                                            |                                                            |                                                            |  |  |                                               |                                               |  |
|  | AZ Alkmaar                                                                 | 1                                                                          | 1                                                                          | 2                                                                          |   | AZ Alkmaar          | 1                                                           | 0                                                           | 1                                                           |                                                             |  |  |                                                       |                                                       |                                                       |                                                       |  |  |                                                            |                                                            |                                                            |                                                            |  |  |                                               |                                               |  |
|  |                                                                            |                                                                            |                                                                            |                                                                            |   | AZ Alkmaar          | 1                                                           | 0                                                           | 1                                                           |                                                             |  |  |                                                       |                                                       |                                                       |                                                       |  |  |                                                            |                                                            |                                                            |                                                            |  |  |                                               |                                               |  |
|  |                                                                            |                                                                            | Inter de Milán                                                             | 0                                                                          | 2 | 2                   |                                                             |                                                             |                                                             |                                                             |  |  |                                                       |                                                       |                                                       |                                                       |  |  |                                                            |                                                            |                                                            |                                                            |  |  |                                               |                                               |  |
|  | Inter de Milán                                                             | 2                                                                          | Inter de Milán                                                             | 0                                                                          | 2 | 2                   | 1                                                           | 3                                                           |                                                             |                                                             |  |  |                                                       |                                                       |                                                       |                                                       |  |  |                                                            |                                                            |                                                            |                                                            |  |  |                                               |                                               |  |
|  | Inter de Milán                                                             | 2                                                                          |                                                                            |                                                                            |   |                     |                                                             |                                                             |                                                             |                                                             |  |  |                                                       |                                                       |                                                       |                                                       |  |  |                                                            |                                                            |                                                            |                                                            |  |  |                                               |                                               |  |
|  | Slovan Bratislava                                                          | 0                                                                          | 2                                                                          | 2                                                                          |   |                     |                                                             |                                                             |                                                             |                                                             |  |  |                                                       |                                                       |                                                       |                                                       |  |  |                                                            |                                                            |                                                            |                                                            |  |  |                                               |                                               |  |
|  | Slovan Bratislava                                                          | 0                                                                          | 2                                                                          | 2                                                                          |   | Inter de Milán      | 1                                                           | 1                                                           | 2                                                           |                                                             |  |  |                                                       |                                                       |                                                       |                                                       |  |  |                                                            |                                                            |                                                            |                                                            |  |  |                                               |                                               |  |
|  |                                                                            |                                                                            |                                                                            |                                                                            |   |                     |                                                             |                                                             |                                                             |                                                             |  |  |                                                       |                                                       |                                                       |                                                       |  |  |                                                            |                                                            |                                                            |                                                            |  |  |                                               |                                               |  |
|  |                                                                            |                                                                            | Real Madrid                                                                | 1                                                                          | 2 | 3                   |                                                             |                                                             |                                                             |                                                             |  |  |                                                       |                                                       |                                                       |                                                       |  |  |                                                            |                                                            |                                                            |                                                            |  |  |                                               |                                               |  |
|  | Minerul Baia Mare                                                          | 0                                                                          | Real Madrid                                                                | 1                                                                          | 2 | 3                   | 2                                                           | 2                                                           |                                                             |                                                             |  |  |                                                       |                                                       |                                                       |                                                       |  |  |                                                            |                                                            |                                                            |                                                            |  |  |                                               |                                               |  |
|  | Minerul Baia Mare                                                          | 0                                                                          |                                                                            |                                                                            |   |                     |                                                             |                                                             |                                                             |                                                             |  |  |                                                       |                                                       |                                                       |                                                       |  |  |                                                            |                                                            |                                                            |                                                            |  |  |                                               |                                               |  |
|  | Real Madrid                                                                | 0                                                                          | 5                                                                          | 5                                                                          |   |                     |                                                             |                                                             |                                                             |                                                             |  |  |                                                       |                                                       |                                                       |                                                       |  |  |                                                            |                                                            |                                                            |                                                            |  |  |                                               |                                               |  |
|  | Real Madrid                                                                | 0                                                                          | 5                                                                          | 5                                                                          |   | Real Madrid         | 3                                                           | 1                                                           | 4                                                           |                                                             |  |  |                                                       |                                                       |                                                       |                                                       |  |  |                                                            |                                                            |                                                            |                                                            |  |  |                                               |                                               |  |
|  |                                                                            |                                                                            |                                                                            |                                                                            |   | Real Madrid         | 3                                                           | 1                                                           | 4                                                           |                                                             |  |  |                                                       |                                                       |                                                       |                                                       |  |  |                                                            |                                                            |                                                            |                                                            |  |  |                                               |                                               |  |
|  |                                                                            |                                                                            | Újpest Dózsa                                                               | 1                                                                          | 0 | 1                   |                                                             |                                                             |                                                             |                                                             |  |  |                                                       |                                                       |                                                       |                                                       |  |  |                                                            |                                                            |                                                            |                                                            |  |  |                                               |                                               |  |
|  | IFK Göteborg                                                               | 1                                                                          | Újpest Dózsa                                                               | 1                                                                          | 0 | 1                   | 1                                                           | 2                                                           |                                                             |                                                             |  |  |                                                       |                                                       |                                                       |                                                       |  |  |                                                            |                                                            |                                                            |                                                            |  |  |                                               |                                               |  |
|  | IFK Göteborg                                                               | 1                                                                          |                                                                            |                                                                            |   |                     |                                                             |                                                             |                                                             |                                                             |  |  |                                                       |                                                       |                                                       |                                                       |  |  |                                                            |                                                            |                                                            |                                                            |  |  |                                               |                                               |  |
|  | Újpest Dózsa                                                               | 1                                                                          | 3                                                                          | 4                                                                          |   |                     |                                                             |                                                             |                                                             |                                                             |  |  |                                                       |                                                       |                                                       |                                                       |  |  |                                                            |                                                            |                                                            |                                                            |  |  |                                               |                                               |  |

### Octavos de final
Ida
| 20-10-1982 | Tottenham Hotspur | 1–1     | Bayern Munich | White Hart Lane, London         |                                 |
|            | Archibald 3'      | Reporte | Breitner 53'  | Asistencia: 36,488 espectadores | Asistencia: 36,488 espectadores |

| 20-10-1982 | Aberdeen              | 2–0     | Lech Poznań | Pittodrie Stadium, Aberdeen                               |                                                           |
|            | McGhee 55' · Weir 56' | Reporte |             | Asistencia: 17,425 espectadores Árbitro(s): Egbert Mulder | Asistencia: 17,425 espectadores Árbitro(s): Egbert Mulder |

| 20-10-1982 | Swansea City | 0–1     | PSG      | Vetch Field, Swansea           |                                |
|            |              | Reporte | Toko 71' | Asistencia: 9,505 espectadores | Asistencia: 9,505 espectadores |

| 20-10-1982 | B.93 | 0–2     | Waterschei Thor                  | Østerbro Stadium, Copenhagen   |                                |
|            |      | Reporte | P. Janssen 66' · Guðmundsson 72' | Asistencia: 5,000 espectadores | Asistencia: 5,000 espectadores |

| 20-10-1982 | Galatasaray     | 2–4     | Austria Vienna                                     | Ali Sami Yen Stadium, Istanbul  |                                 |
|            | Sejdić 19', 45' | Reporte | Steinkogler 43' · Polster 52', 71' · Gasselich 75' | Asistencia: 34,689 espectadores | Asistencia: 34,689 espectadores |

| 20-10-1982 | Red Star Belgrade | 2–4     | Barcelona                             | Stadion Crvena zvezda, Belgrade |                                 |
|            | Janjanin 73', 75' | Reporte | Maradona 10', 48' · Schuster 64', 82' | Asistencia: 85,227 espectadores | Asistencia: 85,227 espectadores |

| 20-10-1982 | AZ        | 1–0     | Internazionale | Alkmaarderhout, Alkmaar         |                                 |
|            | Tiktak 6' | Reporte |                | Asistencia: 11,000 espectadores | Asistencia: 11,000 espectadores |

| 20-10-1982 | Real Madrid                       | 3–1     | Újpesti Dózsa | Estadio Santiago Bernabéu, Madrid |                                 |
|            | Santillana 33', 90' · Juanito 37' | Reporte | Kiss 36'      | Asistencia: 32,000 espectadores   | Asistencia: 32,000 espectadores |

Vuelta
| 3-11-1982 | Bayern Munich                                                   | 4–1 (Global 5-2) | Tottenham Hotspur | Olympiastadion, Munich          |                                 |
|           | Hoeneß 17' · Horsmann 53' · Breitner 73' · K.-H. Rummenigge 80' | Reporte          | Hughton 70'       | Asistencia: 54,000 espectadores | Asistencia: 54,000 espectadores |

| 3-11-1982 | Lech Poznań | 0–1 (Global 0-3) | Aberdeen | Stadion Miejski, Poznań                                 |                                                         |
|           |             | Reporte          | Bell 59' | Asistencia: 22,000 espectadores Árbitro(s): Talat Tokat | Asistencia: 22,000 espectadores Árbitro(s): Talat Tokat |

| 3-11-1982 | PSG                     | 2–0 (Global 3-0) | Swansea City | Parc des Princes, Paris         |                                 |
|           | Kist 8' · Fernández 76' | Reporte          |              | Asistencia: 49,179 espectadores | Asistencia: 49,179 espectadores |

| 3-11-1982 | Waterschei Thor                                                        | 4–1 (Global 6-1) | B.93         | Andre Dumontstadion, Genk      |                                |
|           | P. Janssen 2' · P. Plessers 25' (pen.) · Guðmundsson 42' · Vliegen 63' | Reporte          | Dalsborg 88' | Asistencia: 8,490 espectadores | Asistencia: 8,490 espectadores |

| 3-11-1982 | Austria Vienna | 0–1 (Global 4-3) | Galatasaray | Franz Horr Stadium, Vienna     |                                |
|           |                | Reporte          | Mustafa 43' | Asistencia: 9,600 espectadores | Asistencia: 9,600 espectadores |

| 3-11-1982 | Barcelona                   | 2–1 (Global 6-3) | Red Star Belgrade | Camp Nou, Barcelona             |                                 |
|           | Schuster 57' · Alexanko 81' | Reporte          | B. Gjurovski 55'  | Asistencia: 45,000 espectadores | Asistencia: 45,000 espectadores |

| 3-11-1982 | Internazionale           | 2–0 (Global 2-1) | AZ | San Siro, Milan                 |                                 |
|           | Juary 4' · Altobelli 67' | Reporte          |    | Asistencia: 61,914 espectadores | Asistencia: 61,914 espectadores |

| 3-11-1982 | Újpesti Dózsa | 0–1 (Global 1-4) | Real Madrid    | Megyeri út, Budapest           |                                |
|           |               | Reporte          | Santillana 62' | Asistencia: 8,985 espectadores | Asistencia: 8,985 espectadores |

### Cuartos de final
Ida
| 2-3-1983 | Bayern Munich | 0–0     | Aberdeen | Olympiastadion, Munich                                         |                                                                |
|          |               | Reporte |          | Asistencia: 28,000 espectadores Árbitro(s): Emilio Carlos Muro | Asistencia: 28,000 espectadores Árbitro(s): Emilio Carlos Muro |

| 2-3-1983 | PSG                          | 2–0     | Waterschei Thor | Parc des Princes, Paris         |                                 |
|          | Fernández 43' · Pilorget 57' | Reporte |                 | Asistencia: 49,407 espectadores | Asistencia: 49,407 espectadores |

| 2-3-1983 | Austria Vienna | 0–0     | Barcelona | Praterstadion, Vienna           |                                 |
|          |                | Reporte |           | Asistencia: 25,000 espectadores | Asistencia: 25,000 espectadores |

| 2-3-1983 | Internazionale | 1–1     | Real Madrid | San Siro, Milan                                         |                                                         |
|          | Oriali 15'     | Reporte | Gallego 59' | Asistencia: 75,248 espectadores Árbitro(s): Talal Tokat | Asistencia: 75,248 espectadores Árbitro(s): Talal Tokat |

Vuelta
| 16-3-1983 | Aberdeen                               | 3–2 (Global 3-2) | Bayern Munich                  | Pittodrie Stadium, Aberdeen                                |                                                            |
|           | Simpson 39' · McLeish 77' · Hewitt 78' | Reporte          | Augenthaler 10' · Pflügler 61' | Asistencia: 23,537 espectadores Árbitro(s): Michel Vautrot | Asistencia: 23,537 espectadores Árbitro(s): Michel Vautrot |

| 16-3-1983 | Waterschei Thor                                    | 3–0 (t. s.)(Global 3-0) | PSG | Andre Dumontstadion, Genk       |                                 |
|           | Guðmundsson 29' · R. Janssen 57' · P. Janssen 114' | Reporte                 |     | Asistencia: 16,449 espectadores | Asistencia: 16,449 espectadores |

| 16-3-1983                                                  | Barcelona    | 1–1 (Global 1-1) | Austria Vienna  | Camp Nou, Barcelona             |                                 |
|                                                            | Alexanko 44' | Reporte          | Steinkogler 38' | Asistencia: 34,000 espectadores | Asistencia: 34,000 espectadores |
| Austria Vienna clasifica por la regla de gol de visitante. |              |                  |                 |                                 |                                 |

| 16-3-1983 | Real Madrid                   | 2–1 (Global 3-2) | Internazionale | Estadio Santiago Bernabéu, Madrid                            |                                                              |
|           | Salguero 51' · Santillana 56' | Reporte          | Altobelli 20'  | Asistencia: 85,000 espectadores Árbitro(s): Vojtech Christov | Asistencia: 85,000 espectadores Árbitro(s): Vojtech Christov |

### Semifinales
Ida
| 6-4-1983 | Aberdeen                                           | 5–1     | Waterschei Thor | Pittodrie Stadium, Aberdeen                               |                                                           |
|          | Black 1' · Simpson 4' · McGhee 68', 83' · Weir 70' | Reporte | Guðmundsson 75' | Asistencia: 23,500 espectadores Árbitro(s): Paolo Bergamo | Asistencia: 23,500 espectadores Árbitro(s): Paolo Bergamo |

| 6-4-1983 | Austria Vienna          | 2–2     | Real Madrid                  | Praterstadion, Vienna                                   |                                                         |
|          | Polster 4' · Magyar 20' | Reporte | Santillana 6' · San José 53' | Asistencia: 40,000 espectadores Árbitro(s): Alek Jarguz | Asistencia: 40,000 espectadores Árbitro(s): Alek Jarguz |

Vuelta
| 19-4-1983 | Waterschei Thor | 1–0 (Global 2-5) | Aberdeen | Andre Dumontstadion, Genk                                |                                                          |
|           | Voordeckers 72' | Reporte          |          | Asistencia: 12,365 espectadores Árbitro(s): Adolf Prokop | Asistencia: 12,365 espectadores Árbitro(s): Adolf Prokop |

| 20-4-1983 | Real Madrid                       | 3–1 (Global 5-3) | Austria Vienna       | Estadio Santiago Bernabéu, Madrid                          |                                                            |
|           | Santillana 10', 83' · Juanito 71' | Reporte          | Juan José 68' (a.g.) | Asistencia: 75,000 espectadores Árbitro(s): Bogdan Dotchev | Asistencia: 75,000 espectadores Árbitro(s): Bogdan Dotchev |

## Final
| 1  | POR | Jim Leighton    |     |
| 2  | DEF | Doug Rougvie    |     |
| 3  | DEF | Alex McLeish    |     |
| 4  | DEF | Willie Miller   |     |
| 5  | DEF | John McMaster   |     |
| 6  | MED | Neale Cooper    |     |
| 7  | MED | Gordon Strachan |     |
| 8  | MED | Neil Simpson    |     |
| 9  | DEL | Mark McGhee     |     |
| 10 | DEL | Eric Black      | 87' |
| 11 | DEL | Peter Weir      |     |
| DT | DT  | Alex Ferguson   |     |

| 1  | POR | Agustín Rodríguez    |      |
| 2  | DEF | Juan José Jiménez    |      |
| 3  | DEF | John Metgod          |      |
| 4  | DEF | Francisco Bonet      |      |
| 5  | DEF | José Antonio Camacho | 91'  |
| 6  | MED | Ángel de los Santos  |      |
| 7  | MED | Ricardo Gallego      |      |
| 8  | MED | Uli Stielike         |      |
| 9  | MED | Isidro Díaz          | 103' |
| 10 | DEL | Juanito              |      |
| 11 | DEL | Carlos Santillana    |      |
| DT | DT  | Alfredo Di Stéfano   |      |

| 16 | DEL | John Hewitt | 87' |

| 15 | MED | Isidoro San José      | 91'  |
| 16 | DEL | José Antonio Salguero | 103' |

|  | 4'   | Eric Black  | 1-0 |
|  | 112' | John Hewitt | 2-1 |

|  | 15' | Juanito | 1-1 |

|  | 98' | Ricardo Gallego |

| Árbitro | Gianfranco Menegali |

| 1  | POR | Jim Leighton    |     |
| 2  | DEF | Doug Rougvie    |     |
| 3  | DEF | Alex McLeish    |     |
| 4  | DEF | Willie Miller   |     |
| 5  | DEF | John McMaster   |     |
| 6  | MED | Neale Cooper    |     |
| 7  | MED | Gordon Strachan |     |
| 8  | MED | Neil Simpson    |     |
| 9  | DEL | Mark McGhee     |     |
| 10 | DEL | Eric Black      | 87' |
| 11 | DEL | Peter Weir      |     |
| DT | DT  | Alex Ferguson   |     |

| 1  | POR | Agustín Rodríguez    |      |
| 2  | DEF | Juan José Jiménez    |      |
| 3  | DEF | John Metgod          |      |
| 4  | DEF | Francisco Bonet      |      |
| 5  | DEF | José Antonio Camacho | 91'  |
| 6  | MED | Ángel de los Santos  |      |
| 7  | MED | Ricardo Gallego      |      |
| 8  | MED | Uli Stielike         |      |
| 9  | MED | Isidro Díaz          | 103' |
| 10 | DEL | Juanito              |      |
| 11 | DEL | Carlos Santillana    |      |
| DT | DT  | Alfredo Di Stéfano   |      |

| 16 | DEL | John Hewitt | 87' |

| 15 | MED | Isidoro San José      | 91'  |
| 16 | DEL | José Antonio Salguero | 103' |

|  | 4'   | Eric Black  | 1-0 |
|  | 112' | John Hewitt | 2-1 |

|  | 15' | Juanito | 1-1 |

|  | 98' | Ricardo Gallego |

| Árbitro | Gianfranco Menegali |

## Campeón
| Bandera de Escocia         |
| Campeón Aberdeen 1° título |

## Goleadores
Los máximos goleadores de la Recopa de Europa 1982–83 fueron:
| Lugar | Jugador           | Equipo         | Goles |
| ----- | ----------------- | -------------- | ----- |
| 1     | Santillana        | Real Madrid    | 8     |
| 2     | Lárus Guðmundsson | Waterchei Thor | 6     |
| 2     | Mark McGhee       | Aberdeen       | 6     |
| 4     | Toni Polster      | Austria Vienna | 5     |
| 4     | John Hewitt       | Aberdeen       | 5     |
| 4     | Diego Maradona    | Barcelona      | 5     |
| 4     | Bernd Schuster    | Barcelona      | 5     |
| 8     | Jeremy Charles    | Swansea City   | 4     |
| 8     | Eric Black        | Aberdeen       | 4     |
| 8     | Pier Janssen      | Waterchei Thor | 4     |